# Pechr Chenda
Pechr Chenda là một huyện srok thuộc tỉnh Mondulkiri, đông bắc Campuchia. Theo thống kê năm 1998, dân số của huyện là 2.473 5,129.
Pechr Chenda giáp với huyện Kaoh Nheaek cùng tỉnh ở phía bắc; giáp các huyện Đắk Mil và Cư Jút của Đắk Lắk, Việt Nam ở phía đông; giáp thành phố Senmonorom và các huyện còn lại của tỉnh ở phía nam.